# Sam Riley
Samuel Peter W. Riley (ur. 8 stycznia 1980 w Leeds) − brytyjski aktor filmowy, teatralny i telewizyjny.

## Życiorys
Urodził się w Leeds, w hrabstwie West Yorkshire. W latach 1993–1998 uczęszczał do szkoły publicznej w hrabstwie Rutland. Postanowił zająć się muzyką, gdy usłyszał The Beatles. W czasach gdy zaczynały swoją karierę takie popularne dziś grupy z Leeds – Kaiser Chiefs i The Cribs, występował jako muzyk z zespołem rockowym 10,000 Things, podpisał kontrakt z wytwórnią i trzy lata spędził w trasach koncertowych po Anglii. Pracował w barach i sklepie.
Grał na scenie National Youth Theatre w sztukach: Jelenie i ptaszyny (Stags and Hens) Willy’ego Russella, Nicholas Nickleby Karola Dickensa, Burza Szekspira, Brudna bielizna (Dirty Linen) i Dumped. 
Po występie w dwóch produkcjach telewizyjnych – teledramacie Twarda miłość (Tough Love, 2000) i filmie telewizyjnym Lenny Blue (2002), zadebiutował na kinowym ekranie w opowieści o początkach sceny muzycznej w Manchesterze na początku lat 70. 24 Hour Party People (2002), gdzie pojawił się tylko przez dwie minuty jako Mark E. Smith, lider brytyjskiej post-punkowej grupy The Fall. Zasłynął kreacją Iana Curtisa lidera post-punkowej grupy Joy Division w biograficznym filmie Control (2007), za którą otrzymał nagrodę Brytyjskiego Filmu Niezależnego (BIFA) i był nominowany do nagrody BAFTA.
W miniserialu BBC pt. SS-GB (2017) wystąpił w głównej roli inspektora Archera ze Scotland Yardu. W filmie biograficznym  Marjane Satrapi Radioactive (2020) został obsadzony w roli Pierre’a Curie, francuskiego fizyka i męża Marii Curie-Skłodowskiej.

## Życie prywatne

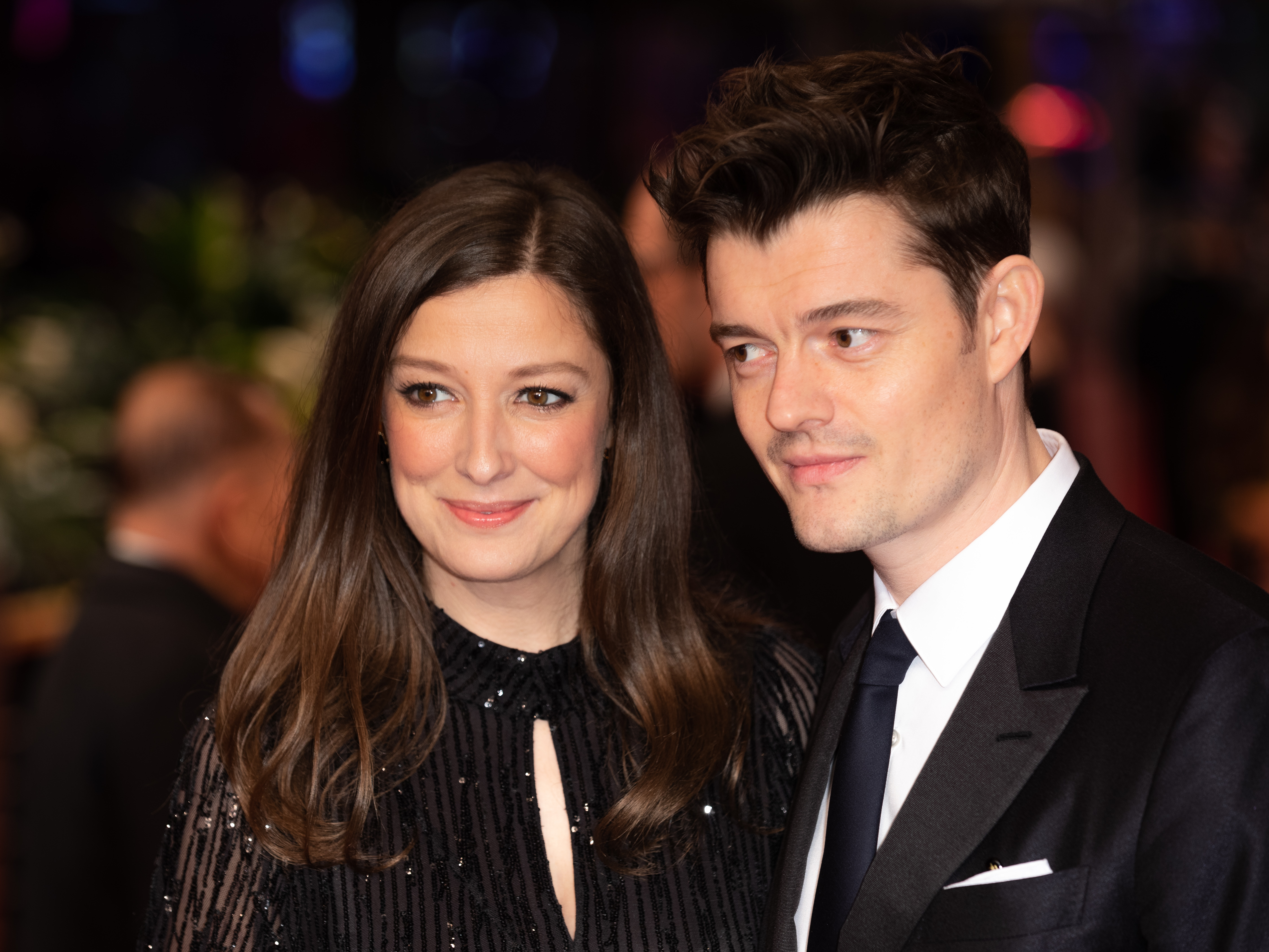
Alexandra Maria Lara i Sam Riley (2020)

Mieszka w Berlinie z aktorką Alexandrą Marią Lara, z którą ożenił się w 2009 roku.

## Filmografia
- 2007: Control jako Ian Curtis
- 2010: 13 jako Vincent „Vince” Ferro
- 2012: Byzantium jako Darvell
- 2012: W drodze jako Sal Paradise
- 2014: Czarownica jako Diaval
- 2016: Duma i uprzedzenie, i zombie (Pride + Prejudice + Zombies) jako Fitzwilliam Darcy
- 2019: Czarownica 2 jako Diaval
- 2020: Skłodowska jako Pierre Curie